# Dasymaschalon grandiflorum
Dasymaschalon grandiflorum är en kirimojaväxtart som beskrevs av Jing Wang, Chalermglin och Richard M.K. Saunders. Dasymaschalon grandiflorum ingår i släktet Dasymaschalon, och familjen kirimojaväxter. Inga underarter finns listade i Catalogue of Life.